# Joan Lladó i Oller
Joan Lladó i Oller (Igualada, Anoia, 1882 - Sant Martí de Riudeperes, Osona, 1936) fou un sacerdot i màrtir català, doctor en teologia i canonge magistral de la catedral de Vic des de 1915 fins a la seva mort.

## Biografia
Era fill de Joan Lladó i Soler i de Mercè Oller i Mosella. El seu pare era mestre d'instrucció, militava en el carlisme d'Igualada sota la prefectura de Carles Puget i va dirigir durant algun temps el setmanari Sometent (1905-1911).
Estudià fins a primer de teologia al Seminari de Vic i per ordre del bisbe anà al Col·legi Espanyol de Roma. En aquesta capital s'hi ordenà sacerdot (1904) i, a la Universitat Gregoriana, hi obtingué el doctorat en filosofia i en dret canònic. En 1905 obté per oposició una càtedra d'ètica al Seminari de Vic: hi ensenyarà ètica i dret natural (1905-1914) i metafísica especial (1906-1922) i va ser director espiritual del Seminari. Fundà l'Agrupació de Sacerdots Missioners.
És autor d'unes Notas biográficas y crítica general sobre la personalidad y obres de Balmes (Ausetana, Vic 1910), d'unes Notes biogràfiques de l'Illm. Dr. D. Josep Torras y Bages tretes de «L'amic del Papa» i notablement augmentades (Portavella, Vic 1916). Va col·laborar sovint a la premsa igualadina com el quinzenal carlí Llibertat, El Sant Crist d'Igualada i Propaganda.
Segons Ramon Solsona i Cardona, qui havia estat company seu al seminari, el doctor Lladó tenia un gran zel d'apostolat, interessant-se especialment per revertir els catòlics que havien perdut la fe. D'acord amb Solsona, la seva predicació era senzilla, la seva doctrina profunda i era de caràcter auster, serè i ferm.
Fou assassinat per revolucionaris prop de Vic després de l'esclat de la Guerra Civil espanyola, el 20 d'agost de 1936. És un dels homenatjats en el Monument als Caiguts de Calldetenes. El seu germà Rupert Lladó i Oller, dirigent carlí a Sant Feliu de Llobregat, també va ser assassinat durant la guerra, juntament amb dos dels seus fills.

## Publicacions
- Notas biográficas y crítica general sobre la personalidad y obres de Balmes (Ausetana, Vic 1910).
- Notes biogràfiques de l'Illm. Dr. D. Josep Torras y Bages tretes de «L'amic del Papa» i notablement augmentades (Portavella, Vic 1916).
- Biografia del llm. y Rvm. Dr. D. Joseph Torras y Bages, bisbe de Vich (Llucià Anglada, Vic 1929).
- De Religión, Patria y deportes (Ausetana, Vic 1929).
- Balmes y los pensadores católicos del siglo XIX (Ausetana, Vic 1926).